# チャロデイカ
『チャロデイカ』（ロシア語: Чародейка [tɕɪrɐˈdʲejkə]）は、ピョートル・チャイコフスキーが作曲した全4幕のオペラ。日本語では『魔女』と訳すこともある。イッポリート・シュパジンスキーが自作の同名の戯曲を用いて著したリブレットに基づく。作曲は1885年9月から1887年5月にかけてロシアのマイダノヴォで行われ、1887年にサンクトペテルブルクにおいて初演された。

## 作曲の経緯
イッポリート・シュパジンスキー作の戯曲『チャロデイカ』は1884年にモスクワのマールイ劇場で初演され、たちまちモスクワとサンクトペテルブルクで公演が行われた演劇の中でも並ぶもののない上演回数を数えるようになった。2人の女優、マリア・エルモロヴァとマリア・サビーナは主役のナスターシャ（クーマー）を見事に演じた。チャイコフスキーの弟であるモデスト・チャイコフスキーはこの『チャロデイカ』を賞賛しており、特にある1シーンを褒め称えていた。彼が作曲家の兄にこのことを指摘すると、チャイコフスキーはそのシーンを題材として二重唱を書くことにした。チャイコフスキー自身も1885年1月に同作を観劇しており、その後シュパジンスキーに宛てて戯曲をオペラのリブレットに改作してもらえないかと書き送っている。シュパジンスキーはこの依頼を引き受け2人は同月に企画の打ち合わせを行うべく顔を合わせているが、シュパジンスキーの離婚調停があり作業は遅延した。ようやく8月になってリブレットの完成をみたものの、長すぎたためにチャイコフスキーは徹底的なカットを行わざるを得なかった。カットを行ったにもかかわらず、本作はチャイコフスキーの歴代最長作品となったのである。

## 演奏史
初演は1887年11月1日（ユリウス暦 10月20日）にサンクトペテルブルクのマリインスキー劇場にて、作曲者自身の指揮によって行われた。舞台監督はオシプ・パレチェク（ヨゼフ・パレチェク）、舞台装置はミハイル・ボチャロフ、衣装はエヴゲニイ・ポノマリョフのデザインであった。しかし、シーズンを終えると本作は演目から外されてしまう。舞台装置と衣装はモスクワへと送られ、1890年2月14日（ユリウス暦 2月2日）に1度だけ上演された。ボリショイ劇場では1916年1月25日（ユリウス暦）に再演されたが、この際も年内で公演は打ち切りとなった。3度目にボリショイ劇場の演目として本作が現れるのは1958年のことで、このときは49回の公演を重ねるとともに1965年まで演目として残っていた。近年のボリショイ劇場公演は2012年に初日を迎えている。2014年9月14日には、2014年/2015年シーズンのアン・デア・ウィーン劇場でクリストフ・ロイが監督した新演出での上演がミハイル・タタルニコフの指揮、ウィーン放送交響楽団の演奏で封切られた。

## 配役
| 人物名                                                                             | 声域         | 初演 1887年11月1日 指揮：ピョートル・チャイコフスキー |
| ---------------------------------------------------------------------------------- | ------------ | ----------------------------------------------------- |
| ニキタ・クルリャテフ王子 「ニジニ・ノヴゴロド大公代理」                            | バリトン     | イヴァン・メルニコフ                                  |
| エヴプラクシヤ・ロマノヴナ王女 「彼の妻」                                          | メゾソプラノ | マリヤ・スラヴィナ                                    |
| ユーリイ王子 「彼らの息子」                                                        | テノール     | ミハイル・ヴァシリーエフ                              |
| マムイロフ 「老いた助祭」                                                          | バス         | フョードル・ストラヴィンスキー                        |
| ネニーラ 「彼の妹、王女に仕える女性」                                              | メゾソプラノ |                                                       |
| イヴァン・ジューラン 「王女の従者」                                                | バスバリトン |                                                       |
| ナスターシャ 「愛称クーマー、オカ川の渡しにある道端の宿の女主人、若い女性」        | ソプラノ     | エミリア・パブロフスカヤ                              |
| フォーカ 「彼女のおじ」                                                            | バリトン     |                                                       |
| ポーリャ 「彼女の友人」                                                            | ソプラノ     |                                                       |
| バラーキン 「ニジニ・ノヴゴロドからの客」                                          | テノール     |                                                       |
| ポタプ 「客の商人」                                                                | バスバリトン |                                                       |
| ルカシュ 「客の商人」                                                              | テノール     |                                                       |
| キチガ 「格闘家」                                                                  | バス         |                                                       |
| パイシー 「修道士を装った放浪者」                                                  | テノール     |                                                       |
| クジマ 「魔法使い」                                                                | バリトン     |                                                       |
| 合唱、歌唱なし：女中たち、客たち、警官たち、農奴たち、猟師たち、スコモローヒ、人々 |              |                                                       |

## 楽器編成
ピッコロ、フルート3、オーボエ2、コーラングレ、クラリネット2（B♭、C、A）、ファゴット2、ホルン4（F）+舞台外に4、コルネット2（B♭）、トランペット2（B♭）、トロンボーン3、テューバ、ティンパニ、トライアングル、タンブリン、スネアドラム、シンバル、大太鼓、タムタム、ハープ、弦五部。

## あらすじ
- 時代：15世紀最後の四半世紀
- 場所：ニジニ・ノヴゴロドとその周辺

15世紀も終盤に差し掛かった頃、ニジニ・ノヴゴロドの居酒屋、置屋で事件が起きる。魅力的な宿屋の女主人であるナスターシャ（クーマー）は、この地方を治めるニキタ・ダニロヴィチ・クルリャテフの右腕である、よこしまなマムイロフを拒んだことで彼から敵視されてしまう。彼はナスターシャが魔女であり、出会った男は誰もが彼女に惚れてしまうという噂を流す。ニキタの息子であるユーリイは足しげく宿屋に顔を出すようになる。父も宿屋の常連で、狂ったようにナスターシャに惚れこむが拒まれてばかりであり、どんな手段を使っても目的を達成すると彼女に迫る。マムイロフがニキタの妻であるエヴプラクシヤの前に現れて事実を告げる一方、まだナスターシャに熱を上げていない息子のユーリイは母の無念を晴らすことを誓う。ナスターシャに対峙した彼は、彼女が愛する人物は自分なのだと知る。2人はともに夜逃げする計画を立てるが、その時すでにマムイロフがナスターシャとニキタ、そしてその家族に対して破滅的な結果をもたらす復讐計画を練り上げていたことを知らなかったのである。

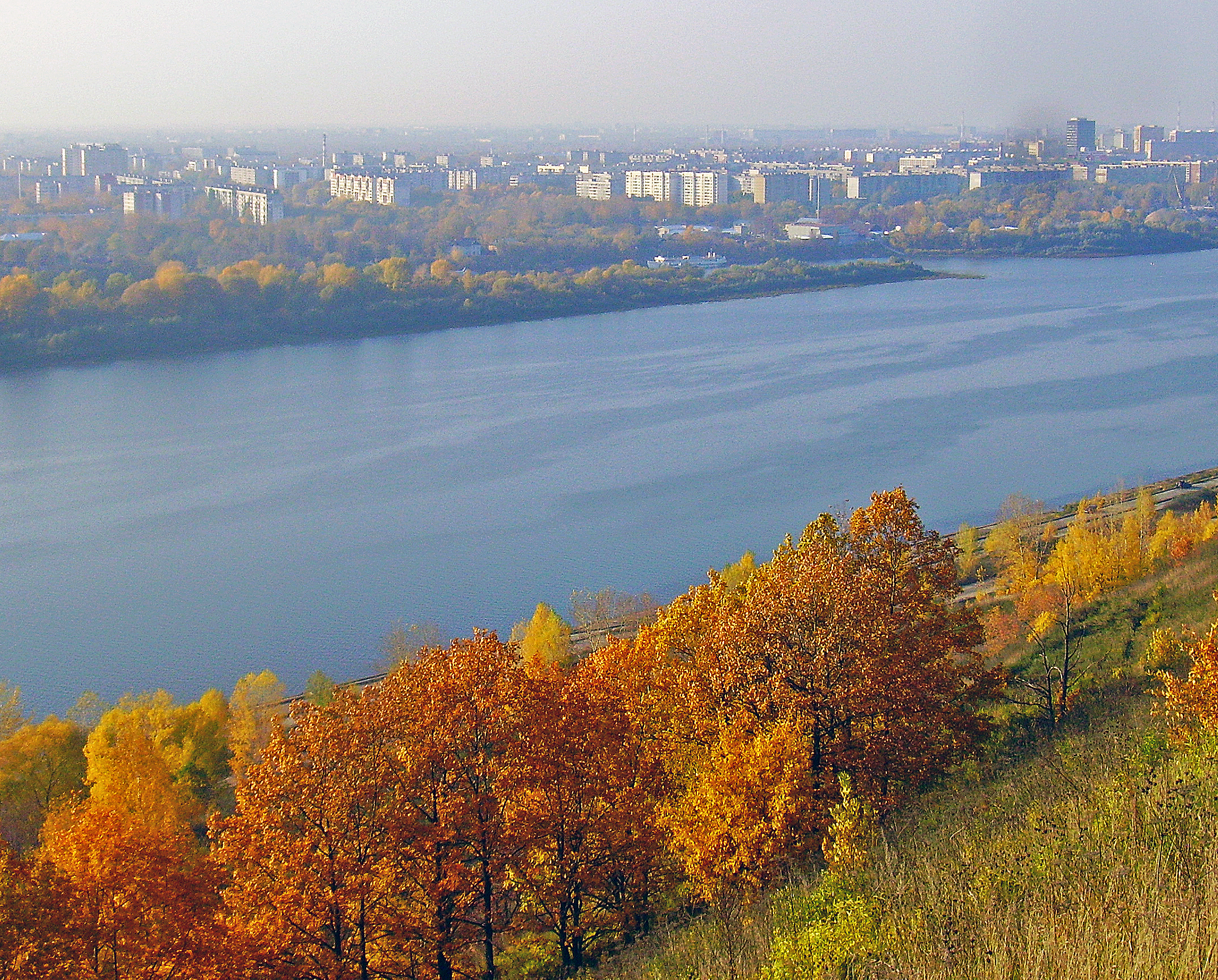
オカ川の向こうに臨むニジニ・ノヴゴロドの町

序奏

### 第1幕
民謡の情景 （No. 1）
民謡の情景 （No. 2）
客の合唱と情景 （No. 3）
情景 （No. 4）
クーマーのアリオーソ （No. 4a）
民謡の合唱と情景 （No. 5）
情景 （No. 6）
十重唱 （No. 7a）
情景と合唱 （No. 7b）
スコモローヒの踊り （No. 7c）

### 第2幕
間奏曲
情景と王女のアリオーソ （No. 8）
情景と二重唱 （No. 9）
情景 （No. 10）
情景 （No. 11）
王子のアリオーソ （No. 11a）
情景：王子と王女 （No. 12）
民謡の情景 （No. 13）
フィナーレ （No. 14）

### 第3幕
情景と二重唱 （No. 15）
情景 （No. 16）
情景 （No. 17）
二重唱 （No. 17a）

### 第4幕
間奏曲
合唱付きの情景 （No. 18）
情景と二重唱 （No. 19）
情景 （No. 20）
クーマーのアリオーソ （No. 20a）
情景と二重唱 （No. 21）
情景と四重唱 （No. 22）
フィナーレ （No. 23）

## 他者の手による改訂版
ソ連時代、シュパジンスキーの版に基づいてセルゲイ・ゴロデツキーが書き上げた新たなリブレットによる上演が1941年3月22日にレニングラードにおいて行われた。